# سانت بولز (محطة مترو أنفاق لندن)
سانت بولز (بالإنجليزية: St. Paul's)‏ هي إحدى محطات مترو أنفاق لندن. تقع على خط سينترال أفتتحت في المنطقة (Zone) رقم 1 أفتتحت في 30 يوليو 1900.